# Biscuit cu sare

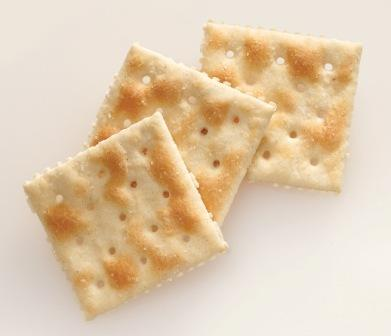
Biscuiţi pătraţi cu sare de înaltă calitate

Biscuitul cu sare este un biscuit uscat, de obicei sub formă de pătrat făcut din făină, drojdie și bicarbonat de sodiu, fiind presărat deasupra cu sare.